# Ephedranthus boliviensis
Ephedranthus boliviensis är en kirimojaväxtart som beskrevs av Laurentius 'Lars' Willem Chatrou och Pirie. Ephedranthus boliviensis ingår i släktet Ephedranthus och familjen kirimojaväxter. Inga underarter finns listade i Catalogue of Life.